# Stadtarchiv Braunschweig
Das Stadtarchiv Braunschweig ist eines der größten kommunalen Archive Niedersachsens. Seine Bestände reichen bis zum Jahr 1031 zurück. Seit dem 25. Juni 2007 hat es seinen Sitz im rekonstruierten Braunschweiger Schloss.

## Geschichte

### Ursprünge
Schon Anfang des 15. Jahrhunderts ist für die Stadt Braunschweig ein Archiv nachweisbar, in welchem aus Gründen der Rechtssicherung wichtiges Schriftgut aufbewahrt wurde. Nach dem Verlust der städtischen Freiheit im Jahr 1671 wurde der Hauptbestand des Archivs beschlagnahmt und in die herzogliche Residenzstadt Wolfenbüttel verbracht. Die in Braunschweig verbliebenen Bestände lagerten zunächst in der Münze am Kohlmarkt und ab 1717 im Neustadtrathaus. Während der Zugehörigkeit Braunschweigs zum napoleonischen Département Oker zwischen 1807 und 1813 gerieten die historischen Bestände in Mitleidenschaft. Die Situation wurde erst durch die Weiterentwicklung der kommunalen Selbstverwaltung 1825 verbessert. Der seit 1825 amtierende Magistratsdirektor Wilhelm Bode († 1854) stellte eine geeignete Archivierung und Unterbringung für das städtische Schriftgut im Kreuzgang der Brüdernkirche (seit 1836) sicher und setzte sich für die Rückführung der seit 1671 entfremdeten Bestände ein.

### Gründung 1. März 1860
Im Zuge der Vorbereitungen für das 1000-jährige Stadtjubiläum 1861 und aufgrund des damit verbundenen zunehmenden historischen Bewusstseins wurde 1860 ein Archivverein gegründet. Dieser beschäftigte sich mit der Archivgründung und der Herausgabe wichtiger Urkunden.
Als Gründungsdatum des neuen Stadtarchivs gilt der 1. März 1860, als die Stadtverordnetenversammlung die Ordnung und Bestandsaufnahme des Archivguts beschloss und für diesen Zweck jährlich 200 Taler zur Verfügung stellte.
Erster hauptamtlicher Archivar wurde der Historiker Ludwig Hänselmann, der die aus Stadtarchiv, Stadtbibliothek und Städtischem Museum bestehenden „Städtischen Sammlungen“ bis zu seinem Tod 1904 (Städtisches Museum bis 1898) leitete.
Standort der Sammlungen wurde 1863 das Neustadtrathaus.

### Neubau am Steintorwall im Jahr 1910

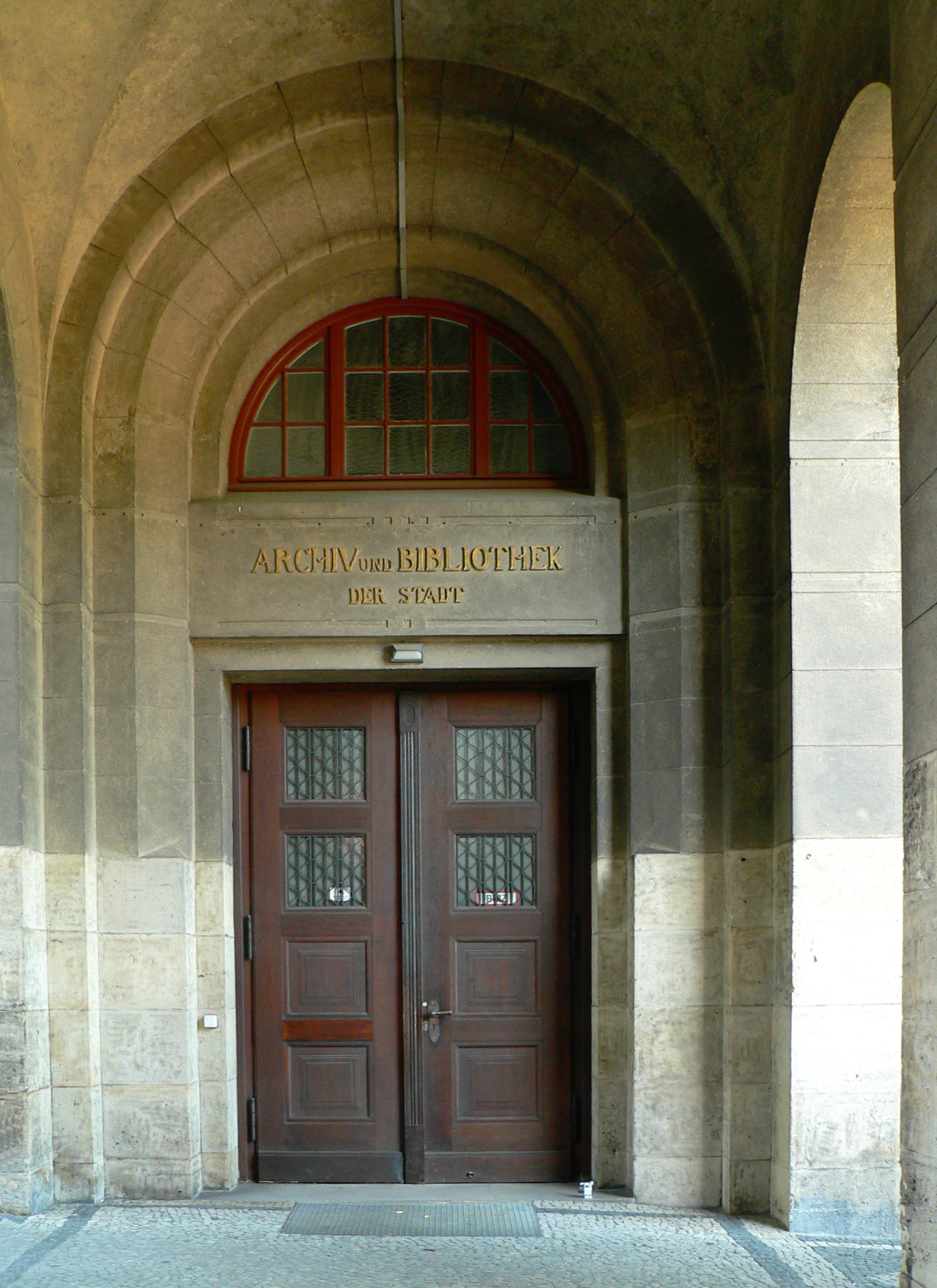
Früherer Gebäudeeingang am Steintorwall

Im Frühjahr 1910 bezogen Stadtarchiv und Stadtbibliothek das durch Max Osterloh geschaffene Gebäude am Steintorwall 15.
Während des Zweiten Weltkrieges war zeitweise keine Archivarbeit möglich. Zwischen 1942 und 1944 wurden nahezu 75 % des Archivgutes in die Umgebung Braunschweigs ausgelagert und somit vor der Zerstörung gerettet. Stadtarchiv und Stadtbibliothek wurden im August 1944 geschlossen. Nach Kriegsende blieb das Stadtarchiv zunächst geschlossen, da die ausgebombten Stadtwerke weite Gebäudeteile bis 1949 nutzten.
Am 12. Juni 1950 wurde der renovierte Lesesaal des Stadtarchivs und der Stadtbibliothek wieder eröffnet. Wegen Kohlenmangels wurden am 20. Februar 1956 das Stadtarchiv, die Stadtbibliothek, das Städtische Museum und 36 Schulen geschlossen.
Am 1. Januar 1981 erfolgte die Aufhebung der bisherigen Verwaltungseinheit von Stadtarchiv und Stadtbibliothek, wobei letztere mit der Öffentlichen Bibliothek vereinigt wurde. Das Stadtarchiv erhielt den Status einer selbständigen Institution.
Im Jahre 1985 zog das Archiv in das Nebengebäude am Löwenwall 18 B um.

### Neuer Standort Braunschweiger Schloss seit 2007

Logo des Stadtarchivs.

Der neue Standort des Stadtarchivs ist seit dem 25. Juni 2007 das rekonstruierte Braunschweiger Schloss.

## Archivleiter
Langjährige Archivdirektoren waren Ludwig Hänselmann (1861 bis 1904), Heinrich Mack (1904 bis 1934), Werner Spieß (1935 bis 1956), Richard Moderhack (1956 bis 1970), Ottokar Israel (1. April 1970 bis 31. Dezember 1979), Manfred Garzmann (ab 1981), Ulrike Höroldt (2001 bis 2002), Bettina Schmidt-Czaia (2002–2005). Seit 2006 wird das Archiv von Henning Steinführer geleitet.

## Bestände

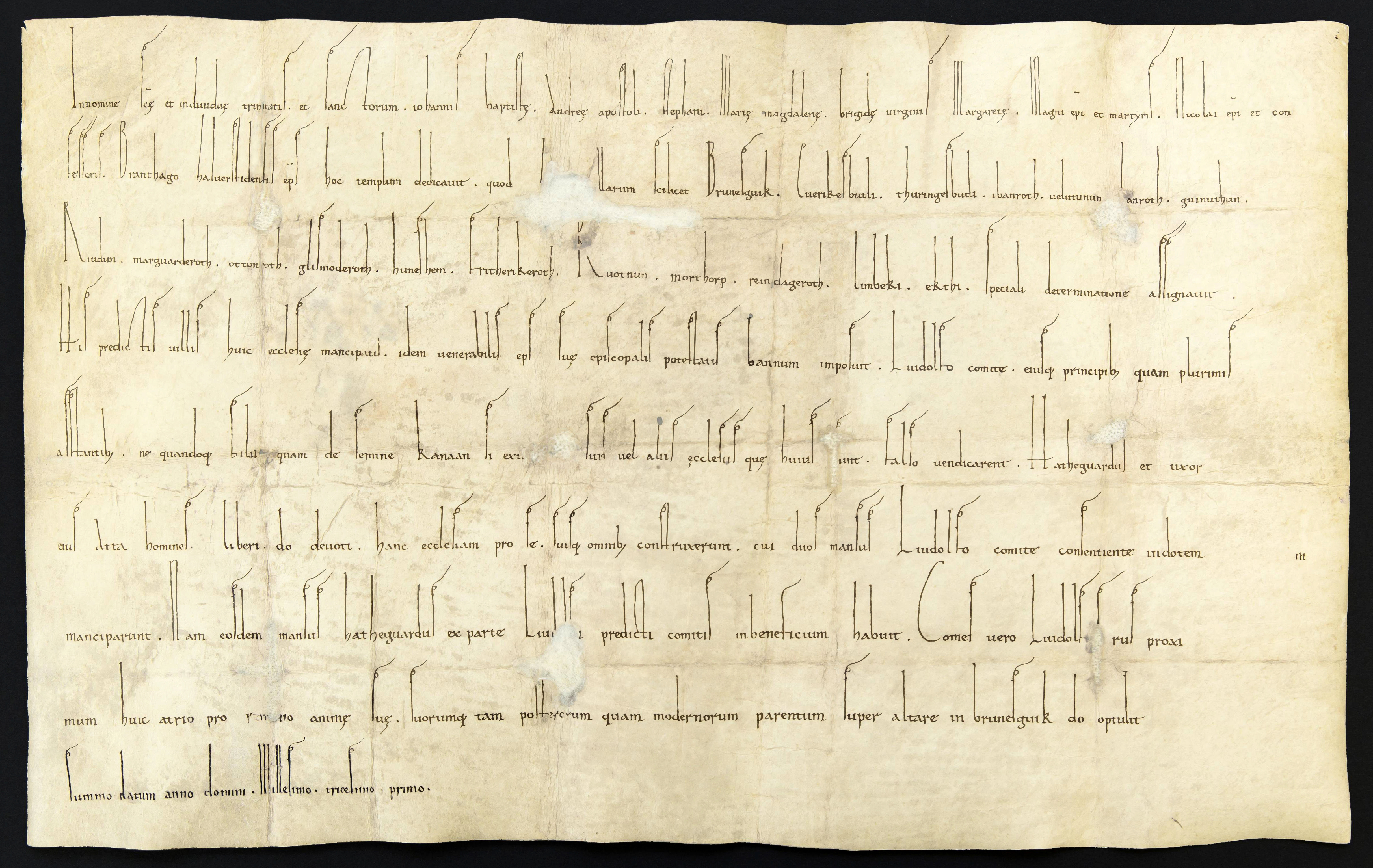
Die Weiheurkunde der Magnikirche aus dem Jahre 1031. Sie ist gleichzeitig der älteste urkundliche Nachweis des Namens „Brunesguik“ (2. Zeile, mittig), aus dem im 16. Jahrhundert „Braunschweig“ wurde.

Das Stadtarchiv zählt zu seinem Bestand nahezu 10.000 Urkunden und 1.865 Bände städtischer Amtsbücher. Der gesamte Archivalienbestand umfasst über 1.500 Meter. Die Bestandserhaltung wird durch eine angeschlossene Buchbinder- und Restaurierungswerkstatt gesichert.
- A Das Urkundenarchiv umfasst u. a. Gilde- und Kirchenurkunden sowie Familienarchive. Zu den bedeutendsten Urkunden zählen die Weiheurkunde der Magnikirche aus dem Jahr 1031, in der erstmals der Name der vorstädtischen Siedlung („Brunesguik“) schriftlich belegt ist, das mittelniederdeutsch abgefasste „Ottonianum“, in dem Herzog Otto das Kind im Jahre 1227 dem Weichbild der Altstadt vorhandene Rechte bestätigt sowie der Wappenbrief König Albrechts II. vom 15. Oktober 1438.[1]
- B Das Alte Ratsarchiv enthält u. a. Stadtbücher, Rechnungen sowie städtische Akten der nahezu reichsfreien Stadt bis zum Jahre 1671.
- C Im Älteren Magistratsarchiv (1671–1825) sind u. a. Neubürgerbücher, Gewerbeakten und Archivalien aus der französischen Besatzungszeit enthalten.
- D Das Jüngere Magistratsarchiv (1825–1930) umfasst u. a. Meldekarteien, Stadtverwaltungsakten und Testamentbücher.
- E Das Magistratsarchiv des 20. Jahrhunderts (seit 1930) beinhaltet Schriftgut des Bauordnungsamts, der städtischen Schulen und des Ordnungsamts.
- F Im Rechnungsarchiv werden u. a. Kirchenrechnungen und städtische Rechnungen aufbewahrt.
- G Das Sonderarchive nichtstädtischer Provenienz umfasst u. a. Nachlässe, Firmen- und Gildearchive sowie Kirchenbücher.
- H Die Sammlungen verschiedenen Inhalts enthalten Theaterzettel, Leichenpredigten, Handschriften, Stadtpläne, Siegel sowie Stamm- und Ahnentafeln. Das bis zum Jahr 1721 zurückreichende Zeitungsarchiv ist seit 1745 lückenlos. Das Stadtarchiv bewahrt u. a. die Nachlässe Wilhelm Raabes, Friedrich Gerstäckers und Carl Friedrich Gauß’ auf.

## Publikationen und Ausstellungen
Die Schriftreihen
- Braunschweiger Werkstücke
- Quaestiones Brunsvicenses

werden vom Stadtarchiv Braunschweig herausgegeben.
In der Vergangenheit wurden zahlreiche Sonderausstellungen präsentiert (Auswahl):
- 10. November 1960 Eröffnung der Ausstellung „Wilhelm Raabe zum 50. Todestag“
- 2. Mai bis 30. Juni 1972 „Friedrich Gerstäcker zum 100. Todestag“
- 6. Oktober 1990 bis 6. Januar 1991 „300 Jahre Theater in Braunschweig“
- 7. September bis 31. Dezember 2006 Ausstellung anlässlich des 175. Geburtstags Wilhelm Raabes